# Hélène Viviès
Hélène Viviès est une actrice française.

## Filmographie

### Cinéma

#### Longs métrages
- 2010 : Camping 2 de Fabien Onteniente : fille friterie
- 2022 : Sans répit de Régis Blondeau : commandant IGPN

#### Courts et moyens métrages
- 2009 : A cran de Candide Berger
- 2009 : The man I love de Christophe Perton (moyen métrage)
- 2010 : Jazz de Gaël Lemagnen
- 2010 : Corps a corps de Julien Ralanto (Prix d'interprétation féminine au festival de Montecatini-Italie)
- 2011 : Cette obscure tentation de Renaud Ducoing (Prix d'interprétation féminine aux festivals de Hyères les Palmiers et Bourges)
- 2012 : Dans le pas de Léa de Renaud Ducoing
- 2013: Samouraï de Juliette Sales et Fabien Suarez
- 2015 : Les territoires du silence de Christophe Perton

### Télévision
- 2013 : Détectives : Julia (1 épisode)
- 2014 : Un père coupable de Caroline Huppert : Delphine Copieri
- 2016 : Falco (1 épisode)
- 2017 : Missions : la psychologue Jeanne Renoir
- 2020 : Un homme ordinaire (mini-série) de Pierre Aknine :  Isabelle de Salin (épisodes 2-3)

## Théâtre
- 2024 : Phèdre de Racine, mise en scène de Matthieu Cruciani à la Comédie de Colmar[1],[2]
- 2016-2017 : Réparer les vivants[3]
- 2014 : En travaux de Pauline Sales, mise en scène de Pauline Sales à la Maison des Métallos et en tournée
- 2007 : Monsieur Kolpert de David Gieselmann, mise en scène Christophe Perton à la Comédie de Valence et auThéatre du Rond Point
- 2004-2005 : L'Enfant froid

### Nominations
- 2014 : Nomination au Molière du jeune talent féminin pour En travaux